# Microsoft Agent
Microsoft Agent était une technologie développée par Microsoft qui utilisait des personnages animés, des moteurs de synthèse vocale et un logiciel de reconnaissance vocale pour améliorer l'interaction avec les utilisateurs d'ordinateurs. C'était donc un exemple d'agent incarné. Il est venu préinstallé dans le cadre de Windows 98 à Windows Vista. Il n'était pas inclus avec Windows 7 mais pouvait être téléchargé à partir du site de Microsoft. Il a été complètement abandonné sous Windows 8. La fonctionnalité de l'agent Microsoft a été exposée sous la forme d'un contrôle ActiveX qui peut être utilisé par des pages Web..
La théorie derrière ce logiciel provient des travaux sur les interfaces sociales de Clifford Nass et Byron Reeves au Centre d'étude du langage et de l'information de Stanford.

## Historique des versions
La technologie des personnages interactifs a été introduite pour la première fois dans Microsoft Bob, qui utilisait une première version de la technologie Agent appelée en interne « Microsoft Actor ». C'était le code utilisé dans la version initiale du Office Assistant dans Office 97. Microsoft Agent a ensuite été créé par Tandy Trower dans le but d'offrir une technologie plus flexible et disponible pour les développeurs tiers à inclure dans leurs applications et pages Web. La version du logiciel comprenait également quatre personnages interactifs ainsi qu'un utilitaire permettant aux développeurs d'assembler leurs propres personnages et interactions.
Microsoft Agent a remplacé le code Microsoft Bob d'origine dans Office 2000, bien que cette utilisation n'inclue pas les capacités de synthèse ou de reconnaissance vocale tant vantées de l'agent ou l'un des quatre personnages Microsoft Agent. Au lieu de cela, l'équipe Office a créé ses propres personnages, dont un surnommé "Clippit" ou "Clippy". Cependant, les assistants Bob Actors ou Office 97 sont incompatibles avec Office 2000 et les versions ultérieures, et vice versa.
La version actuelle de Microsoft Agent a été discrètement publiée sur MSDN en 1997.

## Technologie
Les personnages Microsoft Agent sont stockés dans des fichiers de l'extension .ACS, et peut être stocké dans un certain nombre de fichiers compressés .ACF pour une meilleure distribution sur le World Wide Web. Les personnages Microsoft Office 97 et Microsoft Bob Actor sont stockés dans des fichiers du format .ACT.
Le moteur vocal lui-même est piloté par l'API Microsoft Speech (SAPI), version 4 et supérieure. Microsoft SAPI fournit un panneau de contrôle permettant d'installer et de basculer facilement entre les différents moteurs de synthèse vocale et de synthèse de la parole en texte disponibles, ainsi que des systèmes d'entraînement vocal et de notation pour améliorer la qualité et la précision des deux moteurs.
Microsoft fournit gratuitement quatre personnages d'agent, qui peuvent être téléchargés à partir du site Web Microsoft Agent. Ceux-ci s'appellent Peedy, Merlin, Genie et Robby. Certains personnages ont également été livrés avec Microsoft Office jusqu'à la version 2003 en tant qu'assistants Office et avec Windows XP en tant qu'assistants de recherche. De nouveaux personnages d'agent peuvent également être créés à l'aide des outils de développement de Microsoft, y compris l'éditeur de personnage d'agent. Les agents peuvent être intégrés dans des logiciels avec Visual Basic pour Applications et dans des pages Web avec VBScript, et il existe des outils automatisés destinés à simplifier cette opération. Cependant, les agents de page Web ne sont compatibles qu'avec Internet Explorer, car les navigateurs alternatifs comme Opera ou Mozilla Firefox ne prennent pas en charge ActiveX. De plus, les utilisateurs de Windows Me, Windows 2000, Windows XP et versions ultérieures ou les propriétaires de Microsoft Office 2000 et versions ultérieures sont les seuls à disposer du logiciel Agent préchargé sur leur ordinateur; d'autres doivent télécharger le logiciel et l'installer manuellement.

## Support après Windows XP
Dans Windows Vista, Microsoft Agent utilise Speech API (SAPI) version 5.3 comme principal fournisseur de synthèse vocale. (Dans les versions précédentes de Windows, l'agent utilise SAPI version 4, qui n'est pas pris en charge dans Windows Vista et versions ultérieures. ) À partir de Vista, les fonctionnalités multilingues de Microsoft Agent sous une version linguistique particulière du système d'exploitation ne sont pas prises en charge; c'est-à-dire que l'agent fonctionnera dans d'autres langues uniquement sous une version Windows localisée de la même langue.
Microsoft a annoncé en avril 2009 que tout le développement et la prise en charge de Microsoft Agent seraient interrompus avec la sortie de Windows 7. Microsoft n'offre plus de licences ou ne distribue plus le SDK.
Cependant, en raison des retours des clients, Microsoft a fourni un package d'installation des composants principaux de Microsoft Agent à utiliser sur Windows 7. Le téléchargement prend en charge les moteurs vocaux compatibles SAPI 5.3 et contient également le personnage « Merlin », livré avec Windows Vista.